# 李劼人
李劼人（1891年6月20日—1962年12月24日），原名李家祥，抗战时期亦字笠生，曾用筆名老懶、菱樂等，四川成都人。中国小说家，翻译家。

## 生平
早年曾赴法国留学4年零10月。与王光祈、周太玄开办了“少年中国学会”，创办了《川报》和“少年中国学会成都分会”的刊物《星期日》等影响了诸如巴金、艾芜、沙汀、张秀熟、袁诗荛等一代青年的刊物。在其文学生涯中，发表各种著译作品近600万字。被郭沫若称为“中国的左拉”，法国汉学家温晋仪称李劼人的作品是中国现代文学中“中西影响相融合的一个范例”。
1962年12月24日晚在成都去世。
2014年10月24日，李劼人诞辰123周年之际，位于成都的李劼人故居经过4年多修缮重新开馆。

## 主要著作书目
- 大河小说三部曲：《死水微澜》、《暴风雨前》及《大波》。其作品比较完整地反映了从甲午战争到辛亥革命十几年间四川的社会风貌和历史变革，具有浓郁的时代气氛和地方色彩[6]。
- 《同情》：中篇纪实小说
- 《好人家》：短篇小说集
- 《天魔舞》：长篇小说

## 主要翻译作品
- 莫泊桑《人心》
- 都德《小东西》
- 福楼拜《马丹波娃利》
- 法莱士《文明人》
- 罗曼·罗兰《彼得与露西》